# Wildschönauer Ache
Die Wildschönauer Ache, früher und heute gelegentlich im Unterlauf Kundler Ache genannt, ist ein rechter Nebenfluss des Inn im Tiroler Unterland mit etwa 22 km Länge.

## Verlauf
Die Wildschönauer Ache entspringt unterhalb des Gressensteins in der hinteren Wildschönau und fließt dann Richtung Norden vorbei an Auffach durch den westlichen Teil der Wildschönau. Durch die rund 2,7 km lange Kundler Klamm bricht sie ins Inntal durch, wo sie einen Schwemmkegel aufgeschüttet hat, auf dem Kundl liegt. Sie fließt durch den Ortskern von Kundl und mündet nördlich davon in den Inn.

## Geschichte
Früher floss die Wildschönauer Ache vermutlich über das heutige Oberau und Niederau Richtung Osten in den Bereich um Hopfgarten zur Brixentaler Ache. In der inneren Wildschönau hatte sie dabei einen mehrere Quadratkilometer großen See ausgebildet, bis sie die Kalkfelsen zum Inntal durchbrach. Der See entleerte sich und schuf die Kundler Klamm. Der östliche Teil der Wildschönau wird heute durch den Wörgler Bach entwässert.

### Die Sage von der Entstehung der Wildschönau
„Die Wildschönau war einst ein See. Darin hauste ein fürchterlicher Drache. Ein Bauer tötete ihn durch List. Im Verenden biss das Ungeheuer den Felsen nach Kundl durch, und der See entleerte sich. So entstanden die Wildschönau und die Kundler Klamm.“

## Einzugsgebiet
Die Wildschönauer Ache entwässert ein Einzugsgebiet von rund 87 km², dessen höchster Punkt der Große Beil mit 2309 m ü. A. ist.

## Nutzung
Wie andere Zuflüsse des Inns aus den waldreichen Seitentälern wurde die Wildschönauer Ache bis ins 20. Jahrhundert zur Holztrift genutzt. Die Baumstämme wurden dabei im Frühjahr in die hochwasserführende Ache geworfen und in Kundl herausgefischt.
Heute wird die Wildschönauer Ache von zahlreichen Wasserkraftanlagen zur Stromgewinnung genutzt.